# Trương Thừa
Trương Thừa (tiếng Trung: 張承; bính âm: Zhang Cheng; 177 - 244), tự Trọng Tự (仲嗣), là tướng lĩnh Đông Ngô thời Tam Quốc trong lịch sử Trung Quốc.

## Cuộc đời
Trương Thừa quê ở nước Bành Thành, Từ Châu, là con trai trưởng của đại thần Trương Chiêu, từ nhỏ lấy tài học nổi danh, cùng Gia Cát Cẩn, Bộ Chất, Nghiêm Tuấn giao hảo.
Năm 219, Ngô chủ Tôn Quyền đầu hàng Tào Tháo, đánh lén Kinh Châu cứu quân Tào, truy bắt rồi xử chém Quan Vũ, được Tào Tháo phong làm Phiêu kỵ tướng quân. Trương Thừa được mộ binh làm Phiêu kỵ tướng quân phủ tây tào duyện kiêm Trường Sa tây bộ đô úy, Lưu Cơ làm đông tào duyện.
Trương Thừa theo quân bình định Sơn Việt, thu được tinh binh 15.000 người. Sau thăng chức Nhu Tu đô đốc, Phấn uy tướng quân, tước Đô hương hầu, lĩnh bộ khúc 5.000 người.
Năm 234, Tôn Quyền xuất quân tấn công Hợp Phì, phái Lục Nghị, Gia Cát Cẩn tiến công Tương Dương, Tôn Thiều, Trương Thừa tấn công Quảng Lăng, Hoài Âm. Tháng 7, Ngụy đế Tào Duệ thân chinh. Đô đốc Dương Châu của Ngụy là Mãn Sủng xuất quân phá tan khí giới công thành của quân Ngô, bắn chết cháu của Quyền là tướng Tôn Thái. Tôn Quyền nghe tin Tào Duệ dẫn quân tới, vội vã tháo chạy. Thiều, Thừa cũng lui quân.
Trương Thừa làm người cường tráng nghiêm nghị, trung thành chính trực, biết nhìn người, từng nhận thức Thái Khoản người Bành Thành, Tạ Cảnh người Nam Dương khi họ còn trẻ. Khoản, Cảnh sau này đều là trọng thần của triều đình. Đương thời, hễ là người có tài năng, đều đến cửa bái phỏng Thừa. Con của Gia Cát Cẩn là Gia Cát Khác thời trẻ thông minh tài trí khiến mọi người kinh ngạc, riêng Thừa nhận định rằng Khác sẽ khiến gia tộc suy bại. Quả nhiên sau này Gia Cát Khác bị tru di (253), liên lụy làm cả gia đình Trương Thừa lẫn con rể Tôn Hòa bị Tôn Tuấn tiêu diệt.
Năm 244, Trương Thừa chết bệnh, thọ 67 tuổi, thụy hiệu Định hầu. Cả triều Ngô chỉ có Trương Chiêu, Trương Thừa, Cố Ung, Lục Nghị, Lục Kháng là những thần tử có thụy hiệu.

## Nhận xét
Thái tử Tôn Đăng từng đánh giá: Gia Cát Cẩn, Bộ Chất, Chu Nhiên, Toàn Tông, Chu Cứ, Lã Đại, Ngô Xán, Khám Trạch, Nghiêm Tuấn, Trương Thừa, Tôn Di trung với nước, hiểu trị thế.
Chu Chiêu thì xếp Trương Thừa, Cố Thiệu, Gia Cát Cẩn, Bộ Chất, Nghiêm Tuấn làm "Ngũ quân" (五君), là bậc quân tử đương thời.
Trần Thọ đánh giá: Trương Thừa, Cố Thiệu hư tâm trưởng giả, hảo thượng nhân vật.
Lục Vân từng viết Trương nhị hầu tụng để ca ngợi cha con Trương Chiêu, Trương Thừa, có câu: Phấn uy tướng quân Định hầu, minh đức quang viễn, quỹ lượng hoằng tế. Văn mẫn túc dĩ hoa quốc, uy lược túc dĩ chấn chúng.

## Gia đình
Vợ:
- Gia Cát thị (诸葛氏), vợ sau, con gái của Gia Cát Cẩn.[2]

Con trai:
- Trương Chấn (張震), con của Thừa với Gia Cát thị, tập tước Đô hương hầu.

Con gái:
- Trương phi (張妃), gả cho thái tử Tôn Hòa.
- Trương thị (張氏), gả cho Lục Kháng.

## Trong văn hóa
Trong tiểu thuyết Tam quốc diễn nghĩa, Trương Thừa xuất hiện ở hồi 102. Tôn Quyền hưởng ứng Gia Cát Lượng bắc phạt, phái Tôn Thiều, Trương Thừa tiến quân ra Quảng Lăng, Hoài Âm.